# Luciopimelodus pati
Luciopimelodus pati là một loài cá nheo râu dài nước ngọt Nam Mỹ sinh sống tại lưu vực sông Río de la Plata và sông Blanco của Argentina, Brasil và Paraguay. Tên khoa học của nó bắt nguồn từ tên thông thường Cá patí, mặc dù nó có thể được gọi đơn giản là Pez gato ("cá da trơn") trong tiếng Tây Ban Nha. Loài này là loài duy nhất được công nhận trong chi của nó.
Nó được tìm thấy chủ yếu ở vùng nước đục và sâu. Cá này có thể lên có chiều dài tới 103 cm (41 in).